# Jörg Lehnigk
Jörg Lehnigk (Greifswald, RDA, 8 de enero de 1980) es un deportista alemán que compitió en remo.
Ganó una medalla de bronce en el Campeonato Mundial de Remo de 2003, en la prueba de cuatro scull ligero. Participó en los Juegos Olímpicos de Pekín 2008, ocupando el octavo lugar en la prueba de ocho con timonel.

## Palmarés internacional
| Campeonato Mundial | Campeonato Mundial | Campeonato Mundial | Campeonato Mundial  |
| Año                | Lugar              | Medalla            | Prueba              |
| ------------------ | ------------------ | ------------------ | ------------------- |
| 2003               | Milán (Italia)     | Medalla de bronce  | Cuatro scull ligero |